# 已灌頂
已灌頂（いかんじょう）は、密教の僧侶に与えられる地位。本来は伝法灌頂の伝授を終えた者に与えられていたが、後には天皇の勅命によって開かれる結縁灌頂において印明（秘印・真言）などの伝授を行う小灌頂阿闍梨を務めた阿闍梨の称号となった。南都六宗における已講に相当する。
院政期には延暦寺（惣持院）・尊勝寺・東寺・仁和寺（観音院）において勅命による法会、すなわち勅会による結縁灌頂が行われるようになったが、その際に三密のうちの2つである院明を行った者に対して与えられた。この地位を2年務めれば、権律師に任ぜられることになっていた。